# Lliga Mundial de futbol americà
La Lliga Mundial de Futbol Americà (en anglès World League of American Football (WLAF)) fou creada l'any 1990 amb el suport de la NFL i consistia en una lliga de futbol americà semi-professional amb clubs d'Europa i Amèrica del Nord.

## Història
La competició es disputà dos anys (1991 i 1992) per 10 clubs de nova creació durant els mesos de primavera. Els clubs es dividiren en tres grups, Europa, Amèrica del Nord Est i Amèrica del Nord Oest, disputant-se una lliga regular de 10 partits i uns play-offs finals. Els play-offs eren disputats pels tres campions de grup i el millor segon. La final del torneig es va anomenar World Bowl. La competició s'aturà en acabar la segona temporada. En fou club fundador els Barcelona Dragons.
L'any 1995 la competició es va reprendre, només amb clubs d'Europa i amb el nou nom de National Football League Europe (NFLE).

## Temporada 1991
| Europa            | Europa  | Europa | Europa | Nord-amèrica Est            | Nord-amèrica Est | Nord-amèrica Est | Nord-amèrica Est | Nord-amèrica Oest  | Nord-amèrica Oest | Nord-amèrica Oest | Nord-amèrica Oest |
| ----------------- | ------- | ------ | ------ | --------------------------- | ---------------- | ---------------- | ---------------- | ------------------ | ----------------- | ----------------- | ----------------- |
| Equip             | Partits | PF     | PC     | Equip                       | Partits          | PF               | PC               | Equip              | Partits           | PF                | PC                |
| London Monarchs   | 9-1-0   | 310    | 121    | New York/New Jersey Knights | 5-5-0            | 257              | 155              | Birmingham Fire    | 5-5-0             | 140               | 140               |
| Barcelona Dragons | 8-2-0   | 206    | 126    | Orlando Thunder             | 5-5-0            | 252              | 286              | San Antonio Riders | 4-6-0             | 176               | 196               |
| Frankfurt Galaxy  | 7-3-0   | 155    | 139    | Montreal Machine            | 4-6-0            | 145              | 244              | Sacramento Surge   | 3-7-0             | 179               | 229               |
| ---               | -       | -      | -      | Raleigh-Durham Skyhawks     | 0-10-0           | 123              | 300              | ---                | -                 | -                 | -                 |

### Playoffs
- Semifinals: Barcelona 10 - Birmingham 3; London 42 - NY-NJ 26
- World Bowl (Londres): London 21 - Barcelona 0

## Temporada 1992
L'any 1992 els Raleigh-Durham Skyhawks foren reemplaçats pels Ohio Glory de Columbus.
| Europa            | Europa  | Europa | Europa | Nord-amèrica Est            | Nord-amèrica Est | Nord-amèrica Est | Nord-amèrica Est | Nord-amèrica Oest  | Nord-amèrica Oest | Nord-amèrica Oest | Nord-amèrica Oest |
| ----------------- | ------- | ------ | ------ | --------------------------- | ---------------- | ---------------- | ---------------- | ------------------ | ----------------- | ----------------- | ----------------- |
| Equip             | Partits | PF     | PC     | Equip                       | Partits          | PF               | PC               | Equip              | Partits           | PF                | PC                |
| Barcelona Dragons | 5-5-0   | 104    | 161    | Orlando Thunder             | 8-2-0            | 247              | 127              | Sacramento Surge   | 8-2-0             | 250               | 152               |
| Frankfurt Galaxy  | 3-7-0   | 150    | 257    | New York/New Jersey Knights | 6-4-0            | 248              | 188              | Birmingham Fire    | 7-2-1             | 192               | 165               |
| London Monarchs   | 2-7-1   | 178    | 203    | Montreal Machine            | 2-8-0            | 175              | 274              | San Antonio Riders | 7-3-0             | 195               | 150               |
| ---               | -       | -      | -      | Ohio Glory                  | 1-9-0            | 132              | 230              | ---                | -                 | -                 | -                 |

### Playoffs
- Semifinals: Orlando 45 - Birmingham 7; Sacramento 17 - Barcelona 15
- World Bowl (Mont-real): Sacramento 21 - Orlando 17